# Линь Чаопань
Линь Чаопа́нь (кит. упр. 林超攀, пиньинь Lín Chāopān, р.27 августа 1995) — китайский гимнаст, бронзовый призёр Олимпийских игр 2016 года в командном первенстве, чемпион мира и Азии.
Родился в 1995 году в городском уезде Цзиньцзян городского округа Цюаньчжоу провинции Фуцзянь. В 5-летнем возрасте был отдан в местную спортшколу, два года спустя вошёл в сборную провинции, с 2008 года — в национальной сборной.
В 2012 году завоевал золотую и серебряную медали чемпионата Азии. В 2013 и 2014 годах завоёвывал золотые медали чемпионата мира.